# Desportivo de Cova Figueira
Desportivo de Cova Figueira is een Kaapverdische voetbalclub uit São Filipe. De club speelt in de Fogo Island League, waarvan de kampioen deelneemt aan het Kaapverdisch voetbalkampioenschap, de eindronde om de landstitel.